# NGC 6688
NGC 6688 في الفهرس العام الجديد، هي مجرة، تقع في كوكبة القيثارة. اكتشفت في 3 أغسطس 1864 بواسطة ألبرت مارث.

## روابط خارجية
- NGC 6688 على موقع ويكي سكاي: DSS2, SDSS, GALEX, IRAS, Hydrogen α, X-Ray, Astrophoto, Sky Map, Articles and images